# حسام علي (فلسطيني)
حسام علي (1945-1999) مخرج فلسطيني. حصل على دبلوم الإخراج من المعهد العالي للسينما عام 1967، وليسانس الآداب في قسم العلاقات النفسية والاجتماعية عام 1971. عمل كمراسل حربي أثناء حرب أكتوبر في قطاع السويس، تم تجنيده في الجيش المصري، وبعد الانتهاء من الجيش واصل القتال بأفلامه التي تحاكي القضايا الوطنية. بدأ العمل في السينما التسجيلية المصرية والعربية كمخرج ومنتج فني للعديد من الأفلام. نالت أفلامه العديد من الجوائز المحلية والعالمية. نال العديد من الجوائز على أفلامه ومنها جائزة أفضل فيلم يعبر عن قضية إنسانية في مهرجان أوبرهاوزن عام 1983عن فيلمه ثلاثية رفح، وجائزة لجنة التحكيم الخاصة من المهرجان العربي الأول للسينما التسجيلية عام 1985.

## أسلوبه
تميز حسام بأسلوبه عن غيره من المخرجين التسجيلين في قدرتة على صناعة الأفلام بأفكاره التي يمكنها الإشارة للمحتوى الذي يهدفه، من خلال جمعه بين التناقض والتكامل في الصوت الصورة، لتمكين المشاهد من إيجاد الدلالات والمعنى. تبرز أفلامه باحتوائها على أدلة كلامية وشهادات من أشخاص في الفيلم نفسه، للتأكيد الذاتي على موضوع الفيلم من خلال أبطاله الحقيقيين. يستخدم أسلوب المفارقة بسخرية سطحية ليضع المشاهد في حقيقة الموقف.
تتمتع أفلامه بوجود الرؤية الناضجة والتعبيرية عن القضايا الوطنية، ورواية معاناة الناس من أرض الواقع، ومناصرة حقوق المظلومين. دائماً ما يسلط الضوء على العدو الإسرائيلي وممارساته، ليؤكد على أن الحرب مع الاحتلال لم تنته بعد. لم يقدم في مسيرته السينمائية أي أعمال روائية، لبعده عن التزييف وتجميل الحقائق في أفلامه. وغالباً ما ينتقد الحكومة في أفلامه.

## أفلامه
لحسام العديد من الأفلام السينمائية التسجيلية منها:
- فيلم همس الأنامل، عام 1996.
- فيلم سوق الرجالة، عام 1990.
- فيلم المعرض، عام 1985.
- فيلم ثلاثية رفح، عام 1982.
- فيلم حصاد، عام 1974.
- فيلم إجازة جندي، عام 1972.